# Miel Puttemans

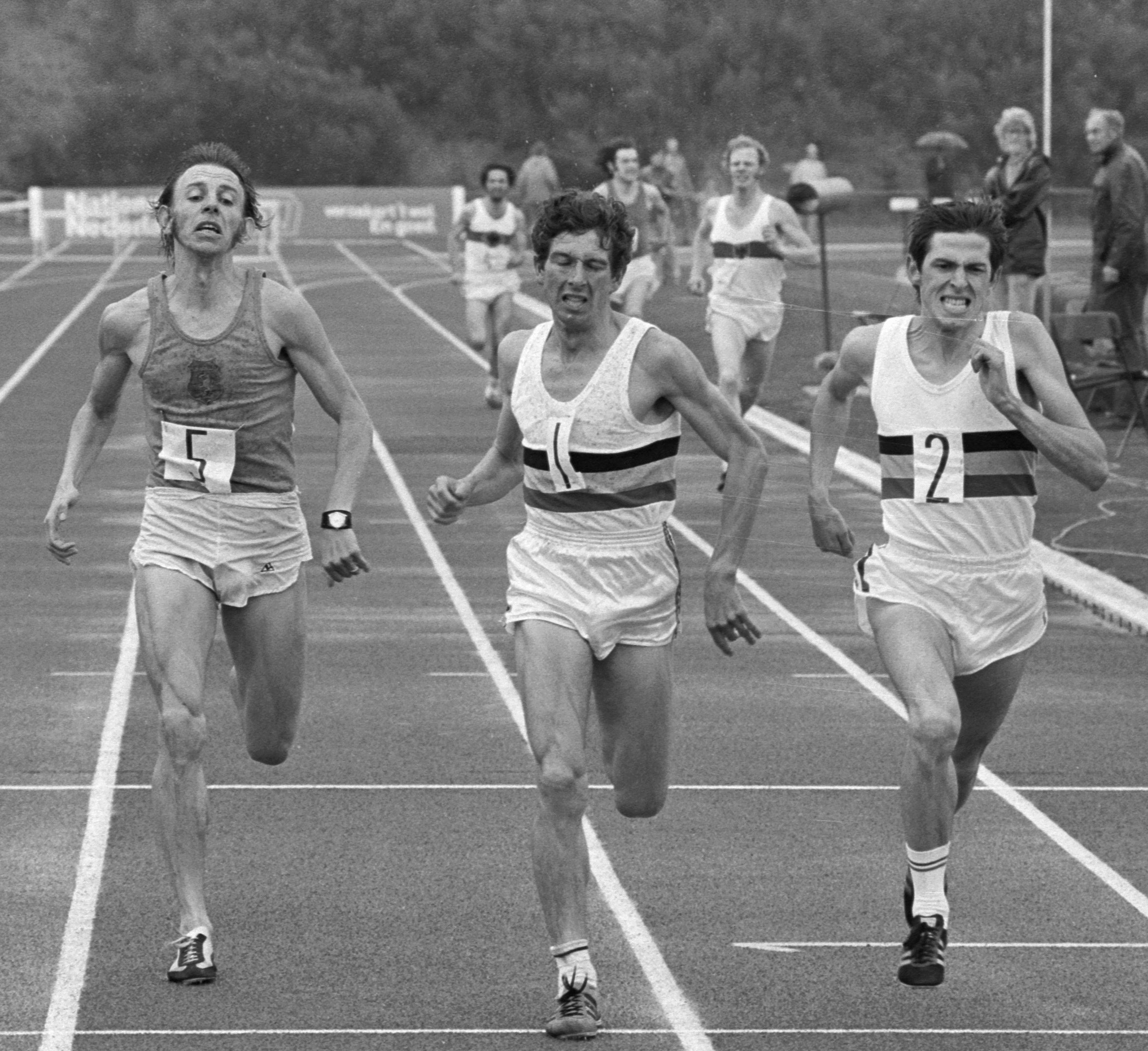
Miel Puttemans (nr. 1) klopt de Nederlander Scharn en zijn landgenoot Van Mullem op de 1500 m tijdens de interland Ned.-België-Duitsland B op Papendal in 1974.

Emiel Adrien (Miel) Puttemans (Vossem, 8 oktober 1947) is een Belgische voormalige atleet, die zijn beste prestaties leverde in de jaren zeventig van de twintigste eeuw. Hij nam viermaal deel aan de Olympische Spelen en won hierbij eenmaal een zilveren medaille. Bovendien werd hij tweemaal Europees indoorkampioen.

## Biografie

### Start atletiekloopbaan
Puttemans, die van beroep hovenier was, in dienst van de Nationale Waterleidingsmaatschappij, begon in 1965 met wedstrijdatletiek. Hij meldde zich aan als lid van SV Sterrebeek, dat in 1967 zou opgaan in White Star, een club die bekendheid genoot vanwege de organisatie van de Martinicross en gevestigd was in het Fallonstadion te Sint-Lambrechts-Woluwe. Hij was toen zeventien jaar oud en liep dat jaar de 3000 m in 8.33,8. Drie jaar later had hij al een 5000 m van 13.51,6 op zijn naam staan. Daarmee voldeed hij weliswaar niet aan de minimumeis (13.50,0) om uitgezonden te worden naar de Olympische Spelen in Mexico, maar gezien zijn grote vooruitgang en zijn jeugdige leeftijd besloot het Belgisch Olympisch Comité om hem toch uit te zenden. Wat niemand had verwacht gebeurde: Puttemans overleefde de serie en kwam in de finale van de 5000 m terecht, waarin hij een twaalfde plaats behaalde.
In de jaren die volgden manifesteerde Puttemans zich bij de Belgische kampioenschappen, in landenwedstrijden en op Europese kampioenschappen. Meestal was het de 5000 m waarop hij uitblonk, het atletiekonderdeel waarop hij in 1970 zijn allereerste nationale titel behaalde. Maar ook op alle andere nummers, vanaf de 1500 m tot en met de 10.000 m, zette hij scherpe tijden neer en zelfs aan de 3000 m steeple waagde hij zich. Bij de Belgische kampioenschappen in 1968 was hij daar immers al eens tweede op geworden.
De vele contacten met Gaston Roelants en André Dehertoghe en de coördinatie van de toptraining door Mon Vanden Eynde deden Puttemans besluiten om overschrijving aan te vragen naar DC Leuven. Het duurde echter bijna twee jaar, voordat partijen tot overeenstemming konden komen. Toen had Puttemans inmiddels al meer dan een jaar deelgenomen aan de trainingen in Leuven, waar Vanden Eynde de laatste hand legde aan de voltooiing van het talent van Puttemans.

### Olympisch zilver
Vier jaar na Mexico was Miel Puttemans op de Spelen van 1972 een van de belangrijkste kandidaten voor olympisch eremetaal op de 5000 en 10.000 m. Olympisch goud bleek voor hem echter niet weggelegd. Op de 5000 m eindigde hij in 13.30,8 op een vijfde plaats, terwijl hij op de 10.000 m na een enerverende race op het allerlaatste moment vanuit kansrijke positie spectaculair werd voorbijgestreefd door de Fin Lasse Virén. Zijn tijd was 27.39,6, slechts 0,2 seconde verwijderd van het bestaande wereldrecord van Ron Clarke. Virén ging er echter in 27.38,4 met het nieuwe wereldrecord en olympisch goud vandoor.

### Recordjager
Miel Puttemans was vooral een recordjager. Dat vond hij ook zelf. " 't Is waar dat ik meer een man van records ben. Voor mij geldt voor alles de strijd tegen de chronometer. Sneller gaan, steeds sneller, dat is mijn devies." Een goed voorbeeld van deze instelling leverde Puttemans in 1973 ten tijde van de Europese indoorkampioenschappen, die dat jaar in de Ahoy-hal in Rotterdam werden gehouden. Kort ervoor, op 10 februari, had hij bij internationale indoorwedstrijden in de Groenoordhal in Leiden tegen het advies van zijn trainer Mon Vanden Eynde in met 7.45,2 een wereldrecord gelopen op de 3000 m. Na afloop was hij beducht voor het commentaar van zijn trainer. "Wat moest ik doen", was zijn repliek. "Ik kon eenvoudig niet langzamer en ben er zeker van dat een nog snellere tijd van om en nabij de 7.40,0 binnen mijn bereik ligt." Reeds een week later bewees hij zijn gelijk. In Berlijn kwam de Belg op 18 februari tot 7.39,2.
De volgende maand ging Puttemans bij de EK indoor in Rotterdam in de finale van de 3000 m met eenzelfde instelling van start. Alleen kwam er ditmaal geen wereldrecord tot stand. Blaren, die hij in de 3000 meterserie had opgelopen, doordat twee spikespunten door de zool van zijn loopschoenen naar binnen waren gedrukt, veroorzaakten dat hij de laatste ronden met het bloed in zijn schoenen finishte. Toch zette hij nog een winnende tijd van 7.44,51 op de klokken. Gevraagd waarom hij het, gezien zijn ongemakken, vanaf het begin niet wat rustiger aan had gedaan, leverde als reactie op: " 't Is zo dat ge moet lopen hè. De mensen komen hier om atletiek te zien, niet om te zien wandelen. Iedereen verwacht van mij als ik op een piste kom, dat ik niet wandel, maar dat ik doorloop. En ik vind dat moet ik de mensen geven. Zij vragen dat."

### Sportkot
Puttemans legde de basis van zijn indoorwereldrecords in het zaaltje van het Leuvens Sportkot. 'Een onbenullig zaaltje van 30 op 25 meter. Op het lange stuk trok ik op, op het kortere stuk remde ik af. En dat ging tegen een hels ritme: vijf minuten heel hard en dan een minuut met de handrem op. Als je zo intens trainde was een 3000 meter eigenlijk kinderspel. Ik kon geweldig starten en sloeg direct een kloof.'
Puttemans verbeterde in zijn carrière in totaal zestien wereldrecords, waarvan een groot deel indoor. Hij werd daarom ook wel de keizer van de indoor genoemd. Hij werd tevens negenmaal Belgisch kampioen en vestigde vier Belgische records.
In 1982 won hij de marathon van Rome in 2:09.53. Bij nameting bleek het parcours echter 111 meter te kort, waardoor zijn eindtijd enigszins geflatteerd was.
In zijn actieve tijd was Puttemans aangesloten bij White Stars AC en DC Leuven.

## Kampioenschappen

### Internationale kampioenschappen
| Onderdeel | Titel                   | Jaar       |
| --------- | ----------------------- | ---------- |
| 3000 m    | Europees indoorkampioen | 1973, 1974 |

### Belgische kampioenschappen
| Onderdeel | Jaar                               |
| --------- | ---------------------------------- |
| 5000 m    | 1970, 1971, 1972, 1973, 1980, 1981 |
| 10.000 m  | 1974                               |
| veldlopen | 1975, 1981                         |

## Persoonlijke records
Outdoor
| Onderdeel      | Prestatie       | Datum             | Plaats           |
| -------------- | --------------- | ----------------- | ---------------- |
| 1500 m         | 3.40,4          | 18 juli 1973      | Athene           |
| 1 mijl         | 3.56,0 (ex-NR)  | 2 juli 1973       | Stockholm        |
| 2000 m         | 4.59,8 (ex-NR)  | 12 augustus 1973  | Londen           |
| 3000 m         | 7.37,6 (ex-WR)  | 14 september 1972 | Aarhus           |
| 2 mijl         | 8.16,31         | 25 juli 1973      | Stockholm        |
| 5000 m         | 13.13,0 (ex-WR) | 20 september 1972 | Brussel          |
| 10.000 m       | 27.39,58        | 3 september 1972  | München          |
| 3000 m steeple | 8.27,8          | 8 oktober 1972    | Louvain-la-Neuve |
| marathon       | 2:12.27         | 17 april 1983     | Londen           |

Indoor
| Onderdeel | Prestatie       | Datum            | Plaats  |
| --------- | --------------- | ---------------- | ------- |
| 3000 m    | 7.39,2 (ex-WR)  | 18 februari 1973 | Berlijn |
| 2 mijl    | 8.13,13 (ex-WR) | 18 februari 1973 | Berlijn |
| 5000 m    | 13.20,8 (ex-WR) | 10 januari 1976  | Parijs  |
| 10.000 m  | 28.12,4 (ex-WR) | 22 februari 1975 | Pantin  |

## Wereldrecords

### Indoor
- 3000 m: 7.45,2 (11 februari 1973)
- 2000 m: 5.00,00 (18 februari 1973)
- 3000 m: 7.39,2 (18 februari 1973)
- 2 mijl: 8.13,13 (18 februari 1973)
- 3 mijl: 13.05,2 (24 februari 1974)
- 5000 m: 13.30,8 (25 februari 1974)
- 3 mijl: 12.59,0 (17 maart 1974)
- 5000 m: 13.24,6 (17 maart 1974)
- 6 mijl: 27.17,8 (22 februari 1975)
- 10.000 m: 28.12,4 (22 februari 1975)
- 3 mijl: 12.54,6 (10 januari 1976)
- 5000 m: 13.20,8 (10 januari 1976)

### Outdoor
- 2 mijl: 8.17,8 (22 augustus 1971)
- 3000 m: 7.37,6 (14 september 1972)
- 3 mijl: 12.48,8 (20 september 1972)
- 5000 m: 13.13,0 (29 september 1972)

## Palmares

### 3000 m
- 1969:  ISTAF in Berlijn - 7.54,2
- 1970: 6e EK indoor in Wenen - 7.57,0
- 1973:  EK indoor in Rotterdam - 7.44,51
- 1974:  EK indoor in Göteborg - 7.48,48
- 1978:  EK indoor in Milaan - 7.49,9

### 5000 m
- 1968: 12e OS - 14.59,6
- 1969: 7e EK in Athene – 13.53,2
- 1970:  BK AC - 14.01,0
- 1971:  ISTAF in Berlijn - 13.34,8
- 1971:  BK AC - 13.47,8
- 1971: 5e EK in Helsinki -13.36,6
- 1972:  BK AC - 13.44,8
- 1972: 5e OS - 13.30,8
- 1973:  BK AC - 13.52,0
- 1973:  Weltklasse Zürich - 13.16,28
- 1976: DNF OS
- 1979:  Memorial Van Damme - 13.28,7
- 1980:  BK AC - 13.57,2
- 1980 8e in ½ fin. OS – 13.50,2
- 1981:  BK AC - 13.53,56
- 1981: 4e Memorial Van Damme - 13.36,32

### 10.000 m
- 1972:  OS - 27.39,6
- 1974:  BK AC - 28.47,6
- 1976: DNF OS

### 3000 m steeple
- 1968:  BK AC

### 4 km
- 1977:  Singelloop Utrecht - 10.43

### 10 km
- 1980:  San Silvestre Vallecana in Madrid - 29.59,0

### 13 km
- 1982:  BOclassic - 38.03

### marathon
- 1982:  marathon van Rome - 2:09.53 (te kort parcours)
- 1983: 8e marathon van Londen - 2:12.27
- 1983: 8e marathon van Parijs - 2:24.42
- 1983: 37e Chicago Marathon - 2:25.00
- 1984: 4e Belgisch kamp. in Peer - 2:13.24 (te kort parcours)

### veldlopen
- 1974: 5e BK in Waregem (12 km) - 37.52
- 1975:  BK in Waregem (12 km) - 37.19
- 1975: 16e WK in Rabat (12 km) - 36.17
- 1975:  landenklassement WK
- 1977: DNF WK in Düsseldorf
- 1979:  Duindigtcross (8 km) - 23.31,8
- 1980:  Duindigtcross (8 km) - 23.35,8
- 1981:  BK in Hechtel (12 km) - 34.15,9
- 1981: 135e WK in Madrid - onbekende tijd
- 1982: 37e WK in Rome (12 km) - onbekende tijd
- 1982:  Duindigtcross (8 km) - 27.02,04

### overige
- 1981:  Giro Podistico Internazionale di Pettinengo - 37.16,7
- 1981:  Sedan-Charleville 24.3 km - 1:15.18
- 1982.  Giro dei tre Monti 15.4 km - 46.50,3

## Onderscheidingen
- Gouden Spike - 1970
- Nationale trofee voor sportverdienste - 1971

1928 Louis Crooy en Victor Groenen · 1929 Georges Ronsse · 1930 Hyacinthe Roosen · 1931 René Milhoux en Jules Tacheny · 1933 Jef Scherens · 1934 Union Sint-Gillis · 1935 Arnold de Looz-Corswarem · 1936 Ernest Demuyter · 1937 Joseph Mostert · 1938 Hubert Carton de Wiart · 1939 Henry de Menten de Horne · 1940 Fernande Caroen · 1941 Jan Guilini · 1942 Pol Braekman · 1943 Albert de Ligne · 1944 niet toegekend · 1945 vliegend personeel van de Belgische sectie van de Royal Air Force · 1946 Gaston Reiff · 1947 Micheline Lannoy en Pierre Baugniet · 1948 Etienne Gailly · 1949 Feru Moulin · 1950 Briek Schotte · 1951 Johny Claes en Jacques Ickx · 1952 André Noyelle · 1953 bemanning van het jacht Omoo (zeilsport) · 1954 Adolf Verschueren · 1955 Roger Moens · 1956 Gilberte Thirion · 1957 Jacky Brichant en Philippe Washer · 1958 René Baeten · 1959 Belgische hockeyploeg bij de mannen · 1960 Flory Van Donck · 1961 Rik Van Looy · 1962 Gaston Roelants · 1963 Aureel Vandendriessche · 1964 Joël Robert · 1965 Eerste Jachtwing van de Belgische Luchtmacht · 1966 Raymond Ceulemans · 1967 Ferdinand Bracke en Eddy Merckx · 1968 Jacky Ickx · 1969 Serge Reding · 1970 Freddy Herbrand · 1971 Miel Puttemans · 1972 Karel Lismont · 1973 Roger De Coster · 1974 Paul Van Himst · 1975 Jean-Pierre Burny · 1976 Ivo Van Damme · 1977 Gaston Rahier · 1978 RSC Anderlecht · 1979 Robert Van de Walle · 1980 Belgische voetbalploeg bij de mannen · 1981 Annie Lambrechts · 1982 Ingrid Berghmans · 1983 Eddy Annys · 1984 André Malherbe · 1985 niet toegekend · 1986 William Van Dijck · 1987 Ingrid Lempereur · 1988 Eric Geboers · 1989 Michel Preud'homme · 1990 Jan Ceulemans · 1991 Jean-Michel Saive · 1992 Annelies Bredael · 1993 Vincent Rousseau · 1994 Brigitte Becue · 1995 Frédérik Deburghgraeve · 1996 Johan Museeuw · 1997 Luc Van Lierde · 1998 Ulla Werbrouck · 1999 Gella Vandecaveye · 2000 Joël Smets · 2001 Kim Clijsters en Justine Henin · 2002 Marc Wilmots · 2003 Stefan Everts · 2004 Axel Merckx · 2005 Tom Boonen · 2006 Kim Gevaert en Tia Hellebaut · 2007 4x100m-estafetteploeg voor vrouwen · 2008 niet toegekend · 2009 Philippe Gilbert · 2010 Philippe Le Jeune · 2011 Kevin Borlée · 2012 Evi Van Acker · 2013 Frederik Van Lierde · 2014 Daniel Van Buyten · 2015 4x400m-estafetteploeg voor mannen · 2016 Nafissatou Thiam · 2017 David Goffin · 2018 Nina Derwael · 2019 Belgische hockeyploeg bij de mannen · 2020 Wout van Aert · 2021 Bashir Abdi · 2022 Remco Evenepoel · 2023 Bart Swings · 2024 Lotte Kopecky